# Вельшенрор-Генсбруннен
Вельшенрор-Генсбруннен (нім. Welschenrohr-Gänsbrunnen) — громада  в Швейцарії в кантоні Золотурн, округ Таль.

## Географія
Громада розташована на відстані близько 38 км на північ від Берна, 9 км на північ від Золотурна.
Вельшенрор-Генсбруннен має площу 24,5 км², з яких на 4,1% дозволяється будівництво (житлове та будівництво доріг), 32,7% використовуються в сільськогосподарських цілях, 62,5% зайнято лісами, 0,6% не є продуктивними (річки, льодовики або гори).

## Демографія
2019 року в громаді мешкало 1158 осіб (-5,4% порівняно з 2010 роком), іноземців було 14,2%. Густота населення становила 47 осіб/км².
За віковим діапазоном населення розподілялося таким чином: 18,5% — особи молодші 20 років, 58,6% — особи у віці 20—64 років, 22,9% — особи у віці 65 років та старші. Було 515 помешкань (у середньому 2,2 особи в помешканні).
Із загальної кількості 312 працюючих 66 було зайнятих в первинному секторі, 138 — в обробній промисловості, 108 — в галузі послуг.